# Cathédrale du Sacré-Cœur de Grand-Bassam
Cette  cathédrale n’est pas la seule cathédrale du Sacré-Cœur.
La cathédrale du Sacré-Cœur de Grand-Bassam est  la cathédrale du diocèse de Grand-Bassam érigé en 1982. Elle se trouve à Grand-Bassam. 

## Historique
En 1896, une première baraque en planches servant de chapelle est édifiée. Un nouveau bâtiment est inauguré le jour de Pâques de 1910.
En 1982, l’actuelle cathédrale du Sacré-Cœur est édifiée.
Elle est réhabilitée en 2004.